# Namandia
Namandia periscelis es una especie de araña araneomorfa de la familia Desidae. Es la única especie del género monotípico Namandia.  Es nativa de Tasmania.